# Анциферов, Владимир Никитович
Влади́мир Ники́тович Анци́феров (26 ноября 1933, Владивосток — 6 марта 2016, Пермь) — советский и российский учёный-материаловед, доктор технических наук (1972), профессор (1973), академик РАН (2000).

## Биография
В 1957 году окончил Иркутский горно-металлургический институт. Работал на Соликамском магниевом заводе (1957, рабочий-ванщик); заводе им. Я. М. Свердлова г. Перми (1958—1960, инженер − начальник участка порошковой металлургии).
В 1963 году окончил аспирантуру МИСиС с защитой кандидатской диссертации «Исследование влияния дисперсных включений окислов на свойства никеля и сплава никель-алюминий», в 1972 году защитил докторскую диссертацию «Процессы получения и свойства дисперсно-упрочненных сплавов», в 1973 году получил звание профессора, с 7 декабря 1991 года — член-корреспондент РАН по секции инженерных наук (материаловедение), с 26 мая 2000 года — академик РАН.
В 1963—2008 годах — ассистент, доцент, профессор, руководитель докторантуры и аспирантуры. Основатель и руководитель Научного центра порошкового материаловедения (НЦ ПМ) ГОУ ВПО «Пермский государственный технический университет» (ПГТУ), заведующий кафедрой «Порошковое материаловедение» ПГТУ.
Скончался 6 марта 2016 года в Перми. Похоронен на Северном кладбище в Перми.

## Научная деятельность
Под научным руководством Владимира Анциферова созданы новые материалы и изделия для специальных отраслей техники и организованы участки порошковой металлургии на ряде промышленных предприятий России. Автор более 500 научных публикаций, в том числе 41 монографии. В. Н. Анциферовым получено 234 авторских свидетельств и патентов РФ.
Внёс большой вклад в фундаментальные исследования физико-химических процессов получения порошковых, керамических, композиционных материалов и покрытий различного функционального назначения с высоким комплексом эксплуатационных свойств.

## Награды
- Лауреат Государственной премии СССР (1982)
- Лауреат премии Совета Министров СССР (1987)
- Лауреат Премии Минвуза РСФСР (1984, 1987)
- Лауреат премии Правительства РФ в области науки и техники (1995, 2001, 2007)
- Заслуженный деятель науки и техники РСФСР (1991)
- Кавалер ордена «Знак Почёта» (1976)
- Кавалер ордена «За заслуги перед Отечеством» IV степени (1999)[3]
- Почётный гражданин города Перми 1999 год
- Благодарность Президента Российской Федерации (20 сентября 2009 года) — за заслуги в научно-педагогической деятельности и большой вклад в подготовку квалифицированных специалистов[4]